# Росси, Бруно
Бруно Бенедетто Росси (итал. Bruno Benedetto Rossi; 13 апреля 1905, Венеция — 21 ноября 1993, Кембридж, Массачусетс) — итальянский астрофизик и исследователь в области физики элементарных частиц.

## Биография
Бруно Росси родился в еврейской семье Рино Росси и Лины Минерби. Получил высшее образование в Болонском университете. С 1929 года работал ассистентом в университете Флоренции. В 1932 году стал профессором экспериментальной физики Падуанского университета. В 1938 году, в связи со своим еврейским происхождением, был лишён профессорской кафедры и, через Копенгаген и Манчестер, эмигрировал в США, где в 1939 году начал работать при Чикагском университете. В 1942 году назначен профессором-ассистентом Корнеллского университета. В годы Второй мировой войны работал над созданием радаров при Массачусетском технологическом институте и, позднее, — в Лос-Аламосской национальной лаборатории над ядерной программой США. В 1946 году стал профессором МассТех. Здесь он изучал космическое излучение и в конце 1950-х являлся одним из пионеров в области ракетных физических экспериментов, в частности по измерению межпланетной плазмы и (в качестве советника при American Science and Engineering Inc.) открыл первый источник рентгеновского излучения за пределами Солнечной системы — Scorpio X-1. В 1970 году вышел в отставку и, вернувшись в Италию, в 1974—1980 годах преподавал в университете Палермо.
Ещё в 1930-е годы учёный стал одним из первых исследователей космического излучения и одним из тех, кто сумел доказать существование космического рентгеновского излучения при помощи экспериментов, проводимых ракетной техникой. В 1939 году он был первым учёным, открывшим и доказавшим во время своей деятельности в Чикагском университете процесс распада мюона, а также измерившим среднюю продолжительность жизни этой частицы. Был изобретателем ряда электронных технологий в экспериментальной физике, например, — Fast Ionization Chamber в Лос-Аламосской лаборатории в 1943 году, совместно со швейцарцем Гансом Штаубом.
Жена (с 1938 года) — Нора Ломброзо, внучка антрополога Чезаре Ломброзо.

## Награды и память
- итальянская Медаль за заслуги (1963)
- золотая медаль Итальянского физического общества (1970)
- Премия Фельтринелли итальянской Национальной академии наук (1971)
- Премия Румфорда Американской академии искусства и науки (1976)
- Медаль Эллиота Крессона (1974)
- Национальная научная медаль США (1983)
- Премия Вольфа в области физики (1987)
- Медаль Маттеуччи (1991)
- Командор ордена «За заслуги перед Итальянской Республикой» (1994, Италия)[3]

Б. Росси был почётным доктором наук университетов в Палермо, Ла-Пасе, Чикаго, Дареме, членом Национальной академии наук США, почётным членом индийского Национального исследовательского института Тата (с 1971 года).
В честь Б. Росси назван находящийся в эксплуатации НАСА рентгеновский спутник-телескоп Rossi X-ray Timing Explorer. Американское астрономическое общество учредило специальную премию Бруно Росси за выдающиеся научные достижения в астрофизике (с 1985 года).